# Boeing YB-40 Flying Fortress
Boeing YB-40 Flying Fortress là một bản sửa đổi của loại máy bay ném bom B-17 Flying Fortress của Hoa Kỳ, nó được hoán cải thành máy bay tiêm kích hộ tống máy bay ném bom vũ trang hạng nặng trong Chiến tranh thế giới II.

## Biến thể
XB-40:
YB-40:
YB-40:
TB-40:

## Quốc gia sử dụng
United States
- Không quân Lục quân Hoa Kỳ

## Tính năng kỹ chiến thuật (YB-40)
Đặc điểm tổng quát
- Tổ lái: 10
- Chiều dài: 74 ft 9 in (22,6 m)
- Sải cánh: 103 ft 9 in (31,4 m)
- Chiều cao: 19 ft 1 in (5,8 m)
- Diện tích cánh: 1.527 ft² (141,9 m²)
- Trọng lượng rỗng: 54.900 lb (24.900 kg)
- Trọng lượng có tải: 63.500 lb (28.800 kg)
- Trọng lượng cất cánh tối đa: 74.000 lb (34.000 kg)
- Động cơ: 4 × Wright R-1820-65, 1.200 hp (895 kW)  mỗi chiếc

 Hiệu suất bay 
- Vận tốc cực đại: 292 mph (470 km/h)
- Vận tốc hành trình: 196 mph (315 km/h)
- Tầm bay: 2.260 mi (3.640 km)
- Trần bay: 29.200 ft (8.900 m)
- Vận tốc leo cao: ft/phút (m/s)
- Tải trên cánh: 47,2 lb/ft² (231 kg/m²)
- Công suất/trọng lượng: 0,066 hp/lb (0,11 kW/kg)

Trang bị vũ khí

- Súng: 18 (hoặc hơn) × Súng máy M2 Browning.50 in (12,7 mm).